# Alexander Anderson (poeta)
Alexander Anderson (1845-1909) fue un poeta escocés de clase obrera que escribió bajo el seudónimo de «Surfaceman». Empleando todo su tiempo libre en el autoaprendizaje, llegaría a dominar el alemán, el francés y el español lo suficiente como para leer las principales obras maestras en estos idiomas.
Nacido el 30 de abril de 1845, en el pueblo de Kirkconnel (Upper Nithsdale), era el sexto y menor de los hijos de James Anderson, un cantero de Dumfriesshire, y de su esposa Isabella Cowan. Cuando el muchacho tenía tres años, la familia se mudó a Crocketford (Kirkcudbrightshire), y en la escuela local completaría Anderson toda su escolaridad; también allí comenzaría a componer versos. A los dieciséis años estaba de vuelta en su pueblo natal trabajando en una cantera; unos dos años más tarde (1862), se convirtió en operario de mantenimiento de las vías («surfaceman») en el Glasgow and South Western Railway (Ferrocarril de Glasgow y el Suroeste). Mientras desempeñaba las tareas de su larga jornada en la línea ferroviaria encontraba ocasión de leer a Shelley, Wordsworth y Tennyson por las noches o durante las comidas sobre el talud; y con la ayuda del Cassell's Educator y de un manual de gramática elemental, aprendió francés lo suficiente para traducir a Racine y Molière. Más tarde se las arreglaría del mismo modo para leer a Goethe, Schiller y Heine en alemán, aprendió un poco de italiano, y adquirió algunas nociones de español y latín. Su vena poética, genuina aunque de alcance algo limitado, se manifestó pronto, y en 1870 comenzó a enviar versos al The People's Friend de Dundee, cuyo subdirector, Mr. A. Stewart, puso la obra de Anderson en conocimiento de George Gilfillan y aconsejó la publicación de un volumen de composiciones seleccionadas, A Song of Labour and Other Poems (Un canto al trabajo y otros poemas, 1873). Gilfillan lo reseñó de manera muy favorable; y para un segundo volumen, The Two Angels and Other Poems (Los dos ángeles y otros poemas) (Dundee, 1875), el amable crítico aportó una elogiosa semblanza biográfica de «Surfaceman», cuyos poemas ya aparecían con frecuencia en Good Words, Chambers's Journal, Cassell's Magazine y The Contemporary Review. Un acaudalado ciudadano de Glasgow, Mr. Thomas Corbett, envió a Anderson a Italia con su hijo (Archibald Cameron Corbett, posteriormente Lord Rowallan). Pero la serie de sonetos En Roma no registra las impresiones producidas por la experiencia italiana: son el producto de la imaginación del obrero ferroviario que, cuando los publicó (en 1875), apenas había salido de su condado natal. Antes de que el operario de mantenimiento retornara a sus labores en el ferrocarril había conocido personalmente a Carlyle, Roden Noel, Lord Houghton, Miss Mulock (Mrs. Craik) y Alexander MacMillan. Su siguiente proyecto, Songs of the Rail (Canciones del ferrocarril, 1878; 3ª edición en 1881), estaba compuesto en gran parte de poemas ferroviarios de las dos colecciones anteriores. Baladas y sonetos (1879), publicado por Macmillan, contenía también una selección de los volúmenes anteriores junto con nuevas composiciones. En 1896 todos los volúmenes estaban descatalogados.
En octubre de 1880 fue nombrado bibliotecario auxiliar en la Universidad de Edimburgo. A partir de entonces, escribió poco. El ocio dedicado al aprendizaje no le serviría para estimular sus impulsos poéticos; en lo sucesivo escribiría poco más que versos de circunstancias, mayormente cuando se encontraba de vacaciones con sus viejos amigos de Kirkconnel. Para consumo privado imprimió algunas traducciones de Heine; y de vez en cuando revisaba, enmendaba o ampliaba un extenso poema en verso blanco sobre las experiencias de Lázaro de Betania en el mundo de los espíritus, y su posterior retorno a la vida. En 1883 abandonó la Universidad para convertirse en secretario de la Institución Filosófica de Edimburgo, una sociedad bibliofílica y de conferencias. Pero en 1886 volvió a la biblioteca universitaria, donde durante cinco años ejercería como bibliotecario jefe interino, hasta su muerte el 11 de julio de 1909. De carácter sencillo y amable, hizo muchas amistades, entre ellas el duque de Argyll, Carlyle y Lord Houghton. Era soltero. En Edimburgo se concilió el respeto y el afecto, no menos por la dignidad innata y la fuerza de su carácter que por su genialidad y dones sociales, aunque en sus últimos años la mala salud lo convertiría casi en un recluso.
La obra poética de Anderson muestra poderío lírico, generoso sentimiento y vívida perspectiva, así como un dominio de la métrica y unas dotes literarias que serían dignas de mención en un escritor de educación liberal y en un entorno culto. No poseía facultades para escribir en prosa. Sus logros más característicos fueron como "poeta laureado del ferrocarril" (a la manera de las Baladas de Pike County o de Bret Harte) y de la vida infantil en los hogares escoceses humildes. En sus poemas más conocidos, la lengua vernácula del suroeste de Escocia es empleada con brío y discreción. Pocas antologías de poemas escoceses carecen en la actualidad de uno o dos de «Surfaceman», y varios de los poemas ferroviarios e infantiles son popularmente recitados.
En 1912 un modesto monumento conmemorativo fue erigido en el pueblo natal de Anderson; sus composiciones dispersas e inéditas fueron recopiladas para su edición; y se consideró la publicación del poema sobre Lázaro.